# Comuna de Długosiodło
Długosiodło (polaco: Gmina Długosiodło) é uma gminy (comuna) na Polónia, na voivodia de Mazóvia e no condado de Wyszkowski. A sede do condado é a cidade de Długosiodło.
De acordo com os censos de 2004, a comuna tem 7718 habitantes, com uma densidade 46,1 hab/km².

## Área
Estende-se por uma área de 167,45 km², incluindo:
- área agricola: 57%
- área florestal: 38%

## Demografia
Dados de 30 de Junho 2004:
|                      | Total   | Total | Mulheres | Mulheres | Homens  | Homens |
| -------------------- | ------- | ----- | -------- | -------- | ------- | ------ |
|                      | pessoas | %     | pessoas  | %        | pessoas | %      |
| População            | 7718    | 100   | 3811     | 49,4     | 3907    | 50,6   |
| Densidade (pop./km²) | 46,1    | 100   | 22,8     | 22,8     | 23,3    | 23,3   |

De acordo com dados de 2002, o rendimento médio per capita ascendia a 1301,96 zł.

## Subdivisões
- Adamowo, Augustowo, Blochy, Budy-Przetycz, Chorchosy, Chrzczanka-Folwark, Chrzczanka Włościańska, Dalekie, Dębienica, Długosiodło, Grądy Szlacheckie, Grądy Zalewne, Jaszczułty, Kalinowo, Kornaciska, Lipniak-Majorat, Łączka, Małaszek, Marianowo, Nowa Pecyna, Nowe Bosewo, Nowa Wieś, Olszaki, Ostrykół Dworski, Ostrykół Włościański, Plewki, Prabuty, Przetycz-Folwark, Przetycz Włościańska, Sieczychy, Stara Pecyna, Stare Bosewo, Stare Suski, Stasin, Wólka Grochowa, Wólka Piaseczna, Zalas, Zamość, Znamiączki, Zygmuntowo.

## Comunas vizinhas
- Brańszczyk, Goworowo, Ostrów Mazowiecka, Rząśnik, Rzewnie, Wąsewo